# Tenuiphantes zelatus
Tenuiphantes zelatus är en spindelart som först beskrevs av Zorsch 1937.  Tenuiphantes zelatus ingår i släktet Tenuiphantes och familjen täckvävarspindlar. Inga underarter finns listade i Catalogue of Life.